# Gustavia longepetiolata
Gustavia longepetiolata är en tvåhjärtbladig växtart som beskrevs av Huber. Gustavia longepetiolata ingår i släktet Gustavia och familjen Lecythidaceae. IUCN kategoriserar arten globalt som starkt hotad. Inga underarter finns listade i Catalogue of Life.